# Matudaea
Matudaea là một chi thực vật thuộc họ Hamamelidaceae. Chi này có các loài sau (tuy nhiên danh sách này có thể chưa đủ):
- Matudaea trinervia, Lundell